# Chrysocraspeda cruoraria
Chrysocraspeda cruoraria là một loài bướm đêm trong họ Geometridae.